# Ocimum
Ocimum es un género de labiadas que contiene a unas 35 especies de plantas herbáceas aromáticas anuales y perennes, además de algunos arbustos, en las regiones tropicales y templadas del Viejo Mundo.

## Descripción
Son hierbas, anuales o perennes. Las hojas enteras o dentadas; pecioladas. Inflorescencia de verticilastros con pocas flores, arreglados en una espiga terminal o inflorescencia racemiforme o paniculada, brácteas foliáceas, flores mayormente pediceladas; cáliz bilabiado, campanulado, labio superior más o menos entero, libre por 1–2 mm (en Nicaragua), con alas ampliamente marginadas y decurrentes a lo largo de los 3/4 a toda la longitud del tubo del cáliz (en Nicaragua) y con la edad frecuentemente recurvadas, nervios reticulados, labio inferior 4-dentado, dientes desiguales, frecuentemente aristados y el inferior generalmente curvándose hacia arriba; corola bilabiada, blanca, amarillenta, rosada, purpúrea o azul, tubular o infundibuliforme, el labio superior 4-lobado, el labio inferior entero, plano o cóncavo; estambres 4; estilo con lobos iguales o desiguales.

## Taxonomía
El género fue descrito por Carlos Linneo y publicado en Species Plantarum 2: 597. 1753.
Etimología
Ocimum: nombre genérico que deriva del griego antiguo okimo usado por Teofrasto y Dioscórides para referirse a la hierba aromática.

## Lista de especies
| - Ocimum × africanum Lour., (1790) - Ocimum albostellatum (Verdc.) A.J.Paton , (1999) - Ocimum americanum L., (1755) - Ocimum amicorum A.J.Paton , (1999) - Ocimum angustifolium Benth. , (1848) - Ocimum basilicum L., (1753) - Ocimum burchellianum Benth., (1832) - Ocimum campechianum Mill., (1768) - Ocimum canescens A.J.Paton , (1999) - Ocimum carnosum (Spreng.) Link & Otto ex Benth., (1832) - Ocimum centraliafricanum R.E.Fr., (1916) - Ocimum circinatum A.J.Paton, (1992) - Ocimum coddii (S.D.Williams & K.Balkwill) A.J.Paton , (1999) - Ocimum cufodontii (Lanza) A.J.Paton, (1992) - Ocimum dambicola A.J.Paton , (1999) - Ocimum decumbens Gürke, (1901) - Ocimum dhofarense (Sebald) A.J.Paton , (1999) - Ocimum dolomiticola A.J.Paton (1999) - Ocimum ellenbeckii Gürke, (1906) - Ocimum empetroides (P.A.Duvign.) ined.. - Ocimum ericoides (P.A.Duvign. & Plancke) A.J.Paton , (1999) - Ocimum filamentosum Forssk., (1775) - Ocimum fimbriatum Briq., (1894) - Ocimum fischeri Gürke, (1894) - Ocimum formosum Gürke, (1906) - Ocimum forskaolii Benth., (1832) - Ocimum fruticosum (Ryding) A.J.Paton , (1999) - Ocimum grandiflorum Lam., (1785) - Ocimum gratissimum L., (1753) - Ocimum hirsutissimum (P.A.Duvign.) A.J.Paton , (1999) - Ocimum irvinei J.K.Morton, (1962) - Ocimum jamesii Sebald, (1987) - Ocimum kenyense Ayob. ex A.J.Paton, (1992) | - Ocimum kilimandscharicum Gürke , (1895) - Ocimum labiatum (N.E.Br.) A.J.Paton , (1999) - Ocimum lamiifolium Hochst. ex Benth. , (1848) - Ocimum masaiense Ayob. ex A.J.Paton, (1992) - Ocimum mearnsii (Ayob. ex Sebald) A.J.Paton , (1999) - Ocimum metallorum (P.A.Duvign.) A.J.Paton , (1999) - Ocimum minimum L., (1753) - Ocimum minutiflorum (Sebald) A.J.Paton , (1999) - Ocimum mitwabense (Ayob.) A.J.Paton , (1999) - Ocimum monocotyloides (Plancke ex Ayob.) A.J.Paton , (1999) - Ocimum motjaneanum McCallum & K.Balkwill, (2004) - Ocimum natalense Ayob. ex A.J.Paton, (1992) - Ocimum nudicaule Benth., (1832) - Ocimum nummularia (S.Moore) A.J.Paton, (1992) - Ocimum obovatum E.Mey. ex Benth. , (1838) - Ocimum ovatum Benth., (1832) - Ocimum pseudoserratum (M.R.Ashby) A.J.Paton , (1999) - Ocimum pyramidatum (A.J.Paton) A.J.Paton , (1999) - Ocimum reclinatum (S.D.Williams & M.Balkwill) A.J.Paton , (1999) - Ocimum serpyllifolium Forssk., Fl. Aegypt.-Arab.: 110 (1775) - Ocimum serratum (Schltr.) A.J.Paton , (1999) - Ocimum somaliense Briq., (1903) - Ocimum spectabile (Gürke) A.J.Paton , (1999) - Ocimum spicatum Deflers, (1896) - Ocimum tenuiflorum L., (1753) - Ocimum transamazonicum C.Pereira, (1972) - Ocimum tubiforme (R.D.Good) A.J.Paton , (1999) - Ocimum urundense Robyns & Lebrun, (1928) - Ocimum vandenbrandei (P.A.Duvign. & Plancke ex Ayob.) A.J.Paton , (1999) - Ocimum vanderystii (De Wild.) A.W.Hill, (1929) - Ocimum verticillifolium Baker, (1895) - Ocimum vihpyense A.J.Paton , (1999) - Ocimum waterbergense (S.D.Williams & K.Balkwill) A.J.Paton , (1999) |